# Liebe und andere Delikatessen
Liebe und andere Delikatessen ist eine deutsche Fernseh-Komödie aus dem Jahr 2010.

## Handlung
Franka Lauth ist die Art-Direktorin einer erfolgreichen Berliner Werbeagentur. Sie ist gut in ihrem Job und kann sich ein luxuriöses Leben finanzieren. Neben einer teuren Penthousewohnung besitzt sie auch ein schickes Cabrio. Doch als sie eines Tages kurz davor steht, eine spektakuläre Kampagne zu präsentieren, werden ihre Unterlagen von ihrem ärgsten Konkurrenten Markus Spreng gestohlen. Da ihr Chef Roland Kunze ihr nicht glaubt, kündigt Franka wutentbrannt. Aber so erfolgsverwöhnt sie vorher war, so hart ist es jetzt, einen neuen Job zu finden. Da ihr der Gang zum Arbeitsamt nicht erspart bleibt, nimmt sie einen Job als Küchenhilfe in einem Cateringunternehmen an. Wenigstens kann sie damit die Raten zahlen.
Allerdings hat Franka auch mal wieder Glück. Sie verliebt sich in ihren Chef Jakob, der ein unglaublich talentierter Koch ist. Da er aber keine Ahnung hat, wie er seine Köstlichkeiten präsentieren soll, nutzt Franka all ihr Talent, um ein paar Marketingideen zu präsentieren. Da das Unternehmen schlecht läuft, kann er sie nicht umsetzen. Vielmehr muss er Geld sparen und sie entlassen. Also gründet Franka kurzerhand mit Jakobs Ex-Mitarbeiterin Deria ihre eigene Catering-Firma, die ein unglaublicher Erfolg und Geheimtipp wird. Derweil geht es Jakob immer schlechter. Da Franka aber bald mit einem Galadinner einen Großauftrag bekommt, den sie nicht alleine bewältigen kann, bittet sie Jakob um Hilfe. Sie trennten sich zuvor im Streit und plötzlich sind die alten Gefühle wieder da.

## Hintergrund
Der Film wurde vom 23. September bis 24. Oktober 2008 unter dem Arbeitstitel Bedingt ehrlich in Berlin gedreht. Die Erstausstrahlung war am 5. Februar 2010 in der ARD. Dabei wurde der Film von 4,8 Mio. Zuschauern gesehen, was einem Marktanteil von 14,9 Prozent entsprach.

## Kritiken
„Anspruchslose, allzu vorhersehbare (Fernseh-)Komödie, dramaturgisch wie darstellerisch ohne sonderlichen Reiz.“

„Komödienspezialist Matthias Tiefenbacher […] inszenierte nach dem Buch von Uli Brée […] diesen vorhersehbaren Spaß, der besonders vom Spiel der preisgekrönten Komödiantin Diana Amft lebt, die sich hier mit Steffen Wink auseinandersetzen muss.“

„Die Komödie ist nicht unsympathisch, hat ein paar putzige Wortgefechte, ist aber arg vorhersehbar. […] Nur ein Amuse-Gueule, kein Hauptgericht“